# Bronisław Cymborowski
Bronisław Cymborowski – polski biolog, fizjolog, profesor nauk przyrodniczych.

## Życiorys
W 1983 r. uzyskał tytuł profesora nauk przyrodniczych. Pracował w Instytucie Zoologii na Wydziale Biologii Uniwersytetu Warszawskiego. Był wiceprezesem Polskiego Towarzystwa Przyrodników im. Kopernika i członkiem Komitetu Zoologii PAN. Jest członkiem korespondentem Towarzystwa Naukowego Warszawskiego.

## Wybrane publikacje
- Bronisław Cymborowski: Zegary biologiczne. Warszawa: 2019. Brak numerów stron w książce